# Kaminotani
Kaminotani är en dal i Antarktis. Den ligger i Östantarktis. Norge gör anspråk på området. Kaminotani ligger vid sjöarna  Maruyama Ike och Ayame Ike.